# Malta op het Junior Eurovisiesongfestival
Malta neemt al deel aan het Junior Eurovisiesongfestival sinds de start ervan in 2003. In totaal heeft het land reeds 19 keer deelgenomen en twee keer gewonnen: in 2013 met The start van Gaia Cauchi en in 2015 met Not my soul van Destiny Chukunyere.

## Geschiedenis

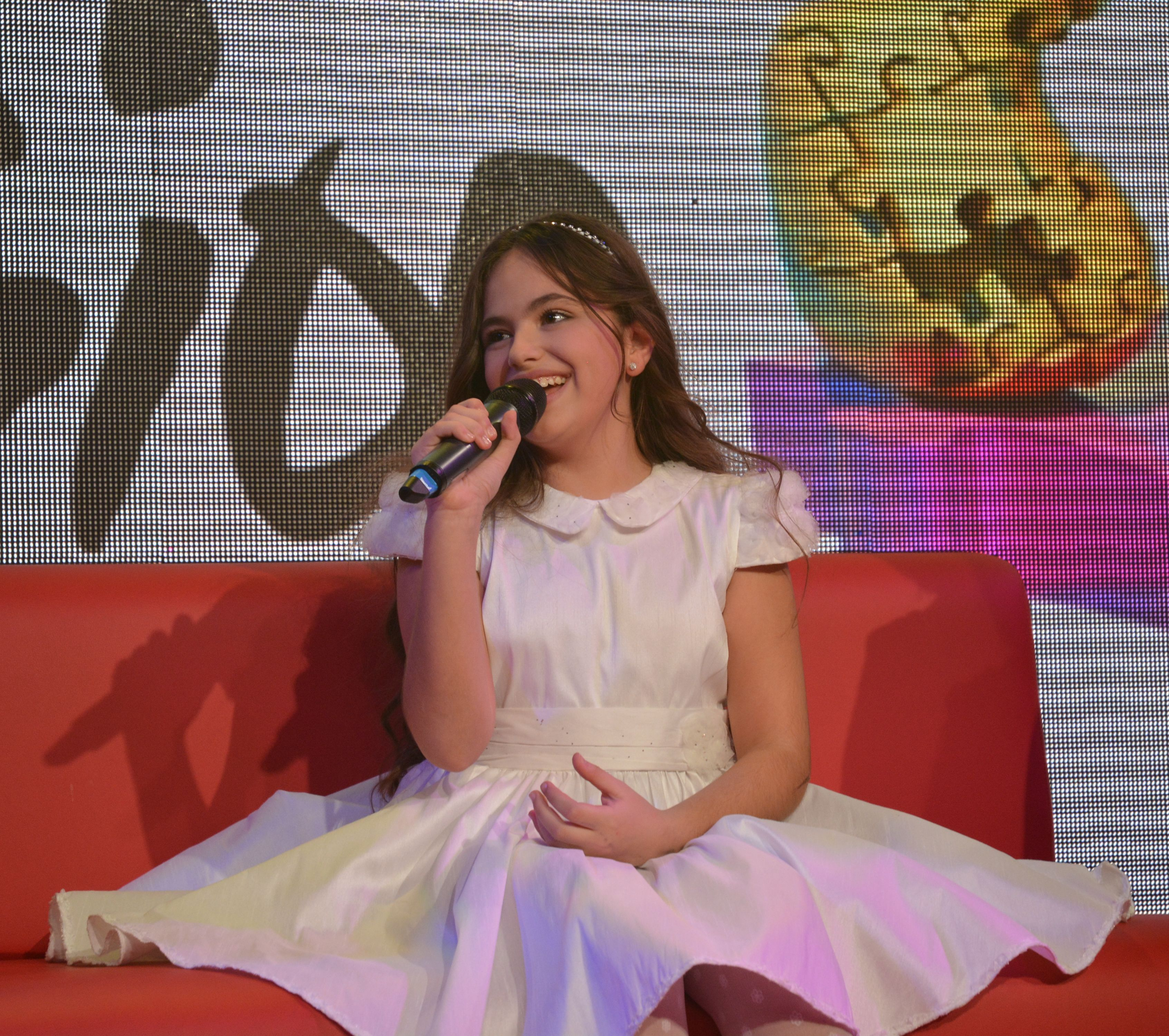
Gaia Cauchi tijdens het Junior Eurovisiesongfestival 2013

Malta is een van de landen die in 2003 debuteerden op het allereerste Junior Eurovisiesongfestival. Het land is samen met het Verenigd Koninkrijk, Ierland en Australië het enige land dat hun inzendingen volledig in het Engels mag leveren. Bij het debuut was dit het liedje Like a star van Sarah Harrison. De Maltezen eindigden hiermee op een zevende plaats. 
In de jaren die hierna volgden eindigde Malta steeds buiten de top 10. Het behaalde de twaalfde plaats in 2004, de laatste plaats in 2005, de elfde plaats in 2006 en weer een twaalfde plaats in 2007. 
In 2008 had Malta dan echter weer succes. Daniel Testa werd met zijn liedje Junior swing vierde, de eerste top 5 klassering voor Malta in de geschiedenis van het Junior Eurovisiesongfestival. 
De zussen Francesca & Mikaela gingen in 2009 met het liedje Double trouble naar Kiev. De act viel vooral op omdat de oudere zus Francesca stevig en lang was en de jongere zus Mikaela dun en klein. Ze eindigden op een achtste plaats. 
Zangeres Nicole won in 2010 de Maltese voorronde en mocht dus zo met het liedje Knock knock, boom boom naar het Junior Eurovisiesongfestival 2010 in Minsk. Het was de eerste keer dat Malta een liedje deels in het Maltees zong, terwijl Maltees er de meest gesproken taal in het dagelijkse leven is. De inzending viel buiten de top 10, dit keer een dertiende plaats. 
Hierna stopte Malta voorlopig met deelnemen aan het Junior Eurovisiesongfestival. Niet omdat het land teleurgesteld was in de slechte prestaties, maar omdat het een eigen festival voor kinderen ging organiseren. 
In 2013 kwam Malta weer terug. De nationale finale werd afgeschaft en zangeres Gaia Cauchi werd gekozen om het land te vertegenwoordigen op het Junior Eurovisiesongfestival 2013 met het liedje The start. Haar krachtige stem maakte veel indruk in Kiev en uiteindelijk won het land het festival met 130 punten. 
Het festival ging hierna naar Malta zelf. Het bijzondere aan de locatie was dat het niet in een specifieke plaats werd gehouden, maar dat het hele eiland als gaststad werd aangeduid. De werkelijke locatie bevond zich in de plaats Marsa. Vooraf waren er veel vragen over waar het Junior Eurovisiesongfestival 2014 gehouden zou worden, omdat Malta eigenlijk geen zaal had die groot genoeg was om het evenement in te organiseren. Uiteindelijk werd gekozen voor de Marsa Ship Building, een leegstaande oude scheepsloods. Dat een oude scheepsloods een prima locatie kan zijn, had het Eurovisiesongfestival 2014 al bewezen. De Maltese act bleef dat jaar ook niet onopvallend: de elfjarige Federica Falzon zong het Engelstalige operaliedje Diamonds en eindigde daarmee op een vierde plaats.
In 2015 werd Destiny Chukunyere gekozen om Malta te vertegenwoordigen in Sofia, met het liedje Not my soul. Aan het eind van de avond stond Malta bovenaan de puntentelling, en won zodoende het festival voor de tweede keer. Destiny kreeg in totaal 185 punten, destijds een record. Het Junior Eurovisiesongfestival 2016 werd opnieuw georganiseerd in Malta, meer bepaald in hoofdstad Valletta. Christina Magrin haalde er met het lied Parachute namens het gastland de zesde plaats.
In 2017 werd Malta vertegenwoordigd door Gianluca Cilia met het lied Dawra tond. Ondanks dat dit lied een van de favorieten was én tweede werd bij de online voting, eindigde Gianluca op een negende plek met 107 punten, het slechtste resultaat van het land sinds hun terugkeer op het festival. In 2018 eindigde Malta als vijfde met zangeres Ela Mangion.

## Maltese deelnames
| Jaar | Artiest             | Lied                   | Plaats | Punten | Taal              |
| ---- | ------------------- | ---------------------- | ------ | ------ | ----------------- |
| 2003 | Sarah Harrison      | Like a star            | 7      | 56     | Engels            |
| 2004 | Young Talent Team   | The power of a song    | 12     | 14     | Engels            |
| 2005 | Thea & Friends      | Make it right          | 16     | 18     | Engels            |
| 2006 | Sophie Debattista   | Extra cute             | 11     | 48     | Engels            |
| 2007 | Cute                | Music                  | 12     | 37     | Engels            |
| 2008 | Daniel Testa        | Junior swing           | 4      | 100    | Engels            |
| 2009 | Francesca & Mikaela | Double trouble         | 8      | 55     | Engels            |
| 2010 | Nicole Azzopardi    | Knock knock, boom boom | 13     | 35     | Engels en Maltees |
| 2013 | Gaia Cauchi         | The start              | 1      | 130    | Engels            |
| 2014 | Federica Falzon     | Diamonds               | 4      | 116    | Engels            |
| 2015 | Destiny Chukunyere  | Not my soul            | 1      | 185    | Engels            |
| 2016 | Christina Magrin    | Parachute              | 6      | 191    | Engels            |
| 2017 | Gianluca Cilia      | Dawra tond             | 9      | 107    | Engels en Maltees |
| 2018 | Ela Mangion         | Marchin' on            | 5      | 181    | Engels            |
| 2019 | Eliana Gomez Blanco | We are more            | 19     | 29     | Engels en Maltees |
| 2020 | Chanel Monseigneur  | Chasing sunsets        | 8      | 100    | Engels            |
| 2021 | Ike & Kaya          | My home                | 12     | 97     | Engels            |
| 2022 | Gaia Gambuzza       | Diamonds in the skies  | 16     | 43     | Engels            |
| 2023 | Yulan Law           | Stronger               | 10     | 94     | Engels            |
| 2024 | Ramires Sciberras   | Stilla ċkejkna         | 5      | 153    | Maltees           |
| 2025 |                     |                        |        |        |                   |

| Kleur | Betekenis      |
| ----- | -------------- |
|       | Eerste plaats  |
|       | Tweede plaats  |
|       | Derde plaats   |
|       | Laatste plaats |
|       | Gastland       |

## Gegeven en gekregen punten
| Plaats | Land        | Punten |
| ------ | ----------- | ------ |
| 1      | Wit-Rusland | 109    |
| 2      | Armenië     | 101    |
| 3      | Georgië     | 93     |
| 4      | Nederland   | 79     |
| 5      | Oekraïne    | 64     |

| Plaats | Land        | Punten |
| ------ | ----------- | ------ |
| 1      | Armenië     | 82     |
| 2      | Wit-Rusland | 81     |
| 3      | Georgië     | 80     |
| 4      | Oekraïne    | 79     |
| 5      | Nederland   | 78     |

## Twaalf punten
(Een vetgedrukte editie betekent dat het land die editie won.)
| Aantal | Land                | Edities                    |
| ------ | ------------------- | -------------------------- |
| 4      | Wit-Rusland         | 2005, 2006, 2007, 2017 (J) |
| 2      | Armenië             | 2014, 2023 (J)             |
| 2      | Frankrijk           | 2018 (J), 2020 (J)         |
| 2      | Georgië             | 2021 (J), 2024 (J)         |
| 2      | Ierland             | 2016 (J), 2022 (J)         |
| 2      | Italië              | 2015, 2016 (K)             |
| 2      | Oekraïne            | 2008, 2013                 |
| 1      | België              | 2009                       |
| 1      | Griekenland         | 2004                       |
| 1      | Noord-Macedonië     | 2019 (J)                   |
| 1      | Rusland             | 2010                       |
| 1      | Verenigd Koninkrijk | 2003                       |

| Aantal | Land            | Edities                  |
| ------ | --------------- | ------------------------ |
| 3      | Australië       | 2015, 2016 (J), 2018 (J) |
| 3      | Italië          | 2014, 2016 (K), 2017 (J) |
| 2      | Albanië         | 2015, 2016 (K)           |
| 2      | Armenië         | 2015, 2023 (J)           |
| 2      | Kinderjury      | 2013, 2015               |
| 1      | Bulgarije       | 2015                     |
| 1      | Georgië         | 2018 (J)                 |
| 1      | Moldavië        | 2013                     |
| 1      | Nederland       | 2013                     |
| 1      | Noord-Macedonië | 2013                     |
| 1      | Oekraïne        | 2013                     |
| 1      | San Marino      | 2015                     |
| 1      | Servië          | 2015                     |
| 1      | Slovenië        | 2015                     |

## Festivals in Malta
| Jaar | Plaats   | Zaal                            | Presentatoren                |
| ---- | -------- | ------------------------------- | ---------------------------- |
| 2014 | Marsa    | Malta Shipbuilding              | Moira Delia                  |
| 2016 | Valletta | Mediterranean Conference Centre | Ben Camille en Valerie Vella |

2003 · 2004 · 2005 · 2006 · 2007 · 2008 · 2009 · 2010 · 2011-2012 · 2013 · 2014 · 2015 · 2016 · 2017 · 2018 · 2019 · 2020 · 2021 · 2022 · 2023 · 2024